# 10BASE-T

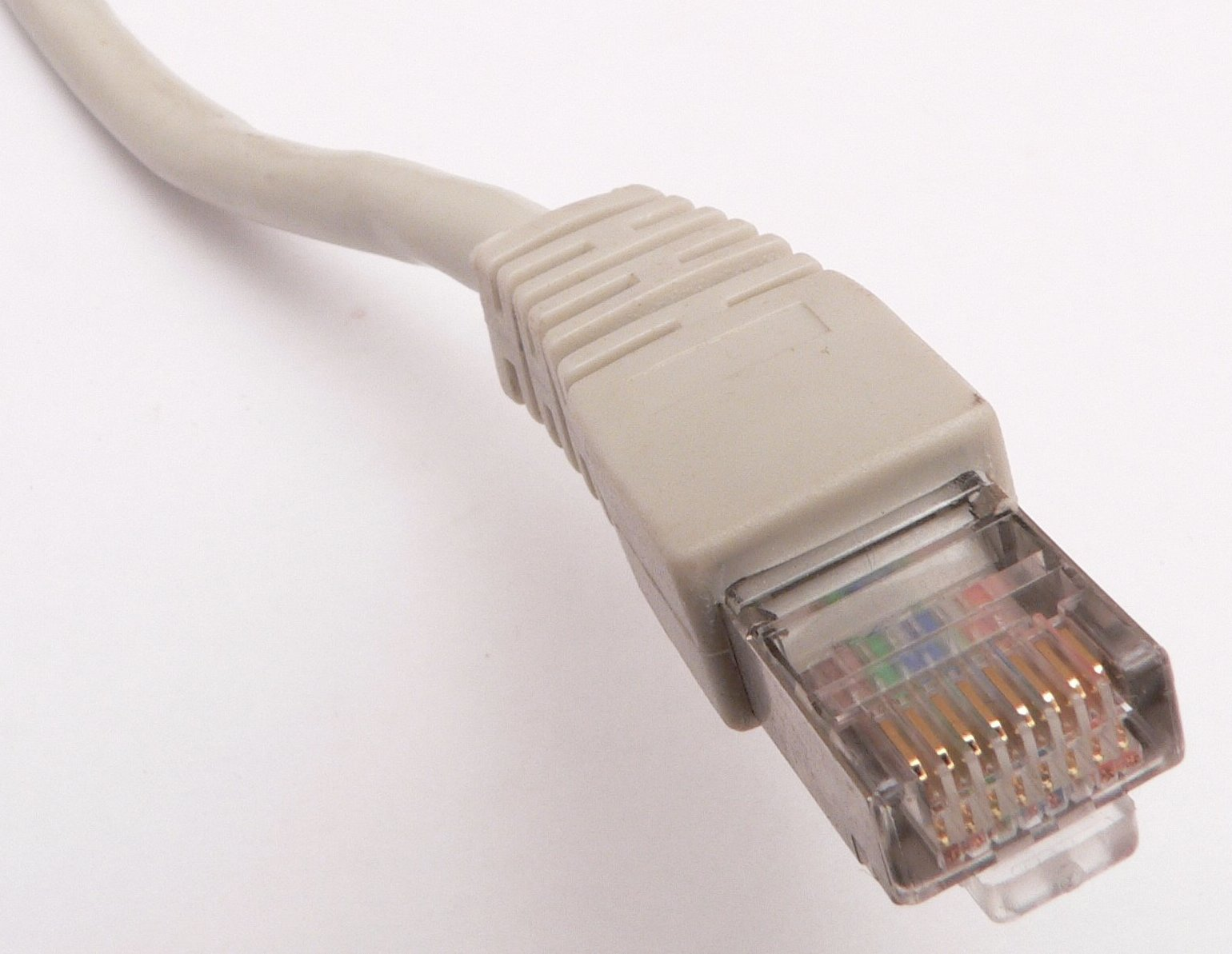
Вилка Ethernet-кабеля

10BASE-T — физический стандарт Ethernet, позволяющий компьютерам связываться при помощи кабеля типа «витая пара» (twisted pair). Название 10BASE-T происходит от некоторых свойств физической основы (кабеля). «10» ссылается на скорость передачи данных в 10 Мбит/с. Слово «BASE» — сокращение от «baseband» signaling (метод передачи данных). Это значит, что Ethernet-сигнал передаётся без модуляции, или, иначе говоря, с нулевой несущей частотой, и соответственно полоса сигнала начинается от 0 Гц. Другими словами, не используется мультиплексирование (multiplexing), как в широкополосных каналах. Буква «T» происходит от словосочетания «twisted pair» (витая пара), обозначая используемый тип кабеля.

## История
10BASE-T стал первым не зависящим от производителя стандартом реализации Ethernet с использованием витой пары. Однако на самом деле это была эволюционная переработка стандарта StarLAN фирмы AT&T, который имел версии со скоростями 1 Мбит/с и 10 Мбит/с.

## Стандарт физического уровня стека OSI
В стеке протоколов OSI 10BASE-T находится на физическом уровне. Ethernet выполняет адресацию на уровне канала данных и некоторое число функций физического уровня. В этом стеке 10BASE-T — один из возможных стандартов физического уровня для реализации Ethernet на витой паре — другими вариантами являются 10BASE2, 10BASE5, 100BASE-TX и 1000BASE-T.

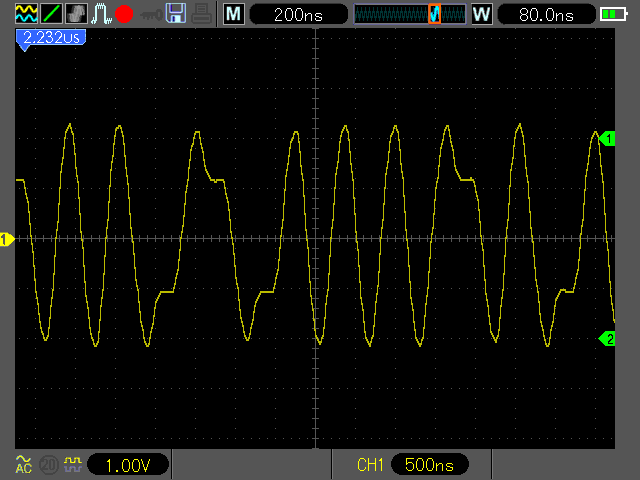
Передача данных по Ethernet-кабелю 10Base-T, осциллограмма

На рисунке представлена осциллограмма, снятая напрямую с действующего сетевого соединения. Как видим, модуляция сигнала — фазовая. На один бит отводится один период. Смена фазы колебаний означает смену логического состояния от 0 к 1 или наоборот. В дальнейшем эти состояния декодируются как Манчестерский код. Частота несущей — 10 МГц, один период занимает 100 наносекунд. Амплитуда сигнала составляет около ±2 вольт. Род тока — переменный, сама передача всегда ведётся по гальванически развязанной от устройств линии. На входе и выходе у каждого сетевого устройства, работающего по стандартам 10Base-T, установлен высокочастотный развязывающий трансформатор с коэффициентом трансформации 1:1.

## Кабель

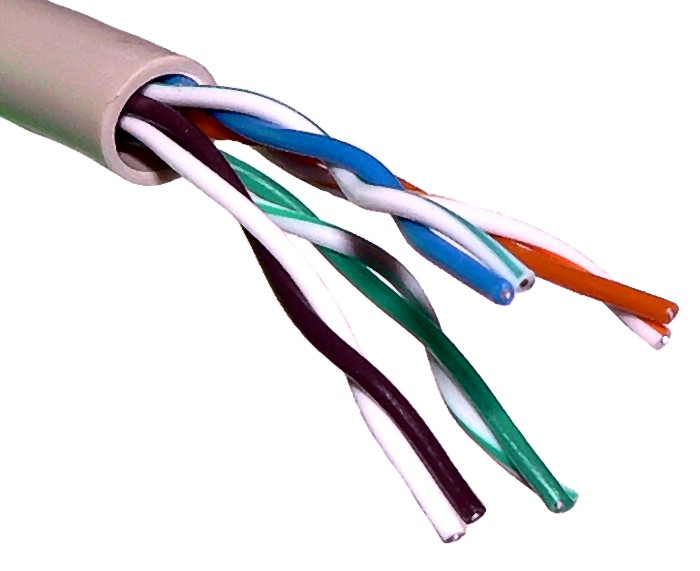
Кабель UTP — неэкранированная витая пара

Используется неэкранированный кабель, содержащий четыре свитых между собой пары проводников (UTP). Требуется кабель по меньшей мере 3-й категории (Cat 3).
10BASE-T использует разъёмы типа 8P8C, обжатые согласно таблицам T568A или T568B, определённым в стандарте TIA/EIA-568-B. Используются только вторая и третья пара (оранжевая и зелёная).